# Bazen Moskva
Bazen »Moskva« je bil plavalni bazen na prostem v Moskvi. Bazen, največji v Sovjetski zvezi, je obstajal na mestu današnje cerkve Kristusa Odrešenika od leta 1960 do 1994.
Cerkev Kristusa Odrešenika, zgrajeno v 19. stoletju, so po odločitvi politbiroja leta 1931 zrušili, da bi napravili prostor za 415 metrov visoko Palačo Sovjetov. Gradnja Palače se je ustavila ob nemški invaziji na Sovjetsko zvezo leta 1941, med vojno pa so kovinsko ogrodje stavbe obrali in uporabili za obrambo Moskve. Po drugi svetovni vojni se gradnja nikoli ni nadaljevala in gradbena jama je ostala zapuščena do konca 1950. let.
Razširjeno je prepričanje, da je zamisel o plavalnem bazenu na mestu temeljev Palače Sovjetov pripadala novemu prvemu sekretarju Nikiti Hruščovu. Gradnja se je začela leta 1958. Arhitekti so morali v največji meri izkoristiti, kar je ostalo od temeljev Palače, zato so bazen postavili v betonski obroč, prej namenjen kot temelj Velike dvorane. Otvoritev bazena je bila 16. julija 1960; ob odprtju je bil največji bazen v ZSSR in eden največjih na svetu. Izgradnja bazena je med Moskovčani sprožila mešane odzive, pri čemer se je prijela krilatica »Сперва был храм, потом – хлам, а теперь – срам« (»Najprej je bilo svetišče, potem šara, zdaj pa sramota«).
Premer bazena je bil 130 metrov, njegova globina je sprva dosegala 4 metre, vendar so dno zaradi nesreč pozneje dvignili na 1,85 metra. Bazen je bil predeljen na območji za prosto in za športno plavanje, v središču pa je stal stolp za skakanje v vodo z različnih višin. Kompleks je vključeval tudi nekaj plitvih otroških bazenov, »banjo« s savno in laboratorij, ki je spremljal kakovost vode. Voda je bila ogrevana in odprt je bil v vseh letnih časih, pri zunanjih temperaturah do −20 °C. Na dan je lahko sprejel tudi 20 000 obiskovalcev. Z leti je bazen postal priljubljeno mesto za oddih in rekreacijo v Moskvi.
Po razpadu Sovjetske zveze so cene elektrike in vode skokovito narasle in bazen je postal nerentabilen. Leta 1991 je prenehal obratovati in zapuščen propadal, preden so ga leta 1994 odstranili in na njegovem mestu pričeli graditi novo cerkev Kristusa Odrešenika.